# TheFutureEmbrace
TheFutureEmbrace är ett soloalbum av Billy Corgan, sångare och gitarrist i rockgruppen The Smashing Pumpkins. Albumet gavs ut den 21 juni 2005 på Reprise Records och producerades av Corgan tillsammans med Bon Harris och Bjorn Thorsrud. Stilen skiljer sig från det rockiga och rätframma Smashing Pumpkins-soundet och har istället en elektronisk grund med nedmixad sång och insvepta gitarrer som påminner om shoegazing.
Albumet gästas av Emilie Autumn på låten "DIA" samt av Robert Smith från The Cure på "To Love Somebody", en cover på popgruppen Bee Gees. Den enda singeln som släpptes från albumet var "Walking Shade" den 6 juni 2005. En musikvideo i regi av P. R. Brown gjordes också till låten, där Emilie Autumn ansvarade för kostymdesign.
TheFutureEmbrace möttes av blandad kritik när det släpptes och nådde som bäst plats 31 på Billboard 200 med begränsade listframgångar i resten av världen.

## Låtlista
Alla låtar är skrivna av Billy Corgan om inget annat anges.
1. "All Things Change" – 3:59
2. "Mina Loy (M.O.H.)" – 3:53
3. "The CameraEye" – 3:04
4. "To Love Somebody" (Barry Gibb/Robin Gibb) – 4:00
5. "A100" (Billy Corgan/Bon Harris) – 4:23
6. "DIA" – 4:20
7. "Now (And Then)" – 4:43
8. "I'm Ready" – 3:44
9. "Walking Shade" – 3:14
10. "Sorrows (In Blue)" – 2:48
11. "Pretty, Pretty Star" – 3:46
12. "Strayz" – 3:31

Bonuslåt
1. "Tilt" (Itunes-exklusiv)

## Medverkande
- Billy Corgan – "ljud", ljudmix, producent

Gästmusiker
- Emilie Autumn – sång och fiol på "DIA"
- Jimmy Chamberlin – trummor på "DIA"
- Robert Smith – sång och gitarr på "To Love Somebody"

Övrig produktion
- Todd Brodie – assisterande ljudtekniker
- P.R. Brown – fotografi, design
- Nikola Dokic – assisterande ljudtekniker
- Bon Harris – "ljud", producent
- Roger Lian – redigering
- Brian Liesegang – "oljud"
- Ron Lowe – ljudtekniker
- John Maschoff – assisterande ljudtekniker
- Alan Moulder – ljudmix (spår 1-5, 7, 10-12)
- Dave Reiley – assisterande ljudtekniker
- Bjorn Thorsrud – ljudtekniker, ljudmix, producent
- Matt Walker – "oljud"
- Paul P-Dub Walton – inspelning
- Howie Weinberg – mastering

Källa

## Listplaceringar
| Lista (2005)        | Högsta position |
| ------------------- | --------------- |
| Nya Zeeland         | 25              |
| Storbritannien      | 89              |
| USA (Billboard 200) | 31              |